# Cribropyrgo
Cribropyrgo es un género de foraminífero bentónico de la subfamilia Miliolinellinae, de la familia Hauerinidae, de la superfamilia Milioloidea, del suborden Miliolina y del orden Miliolida. Su especie tipo es Cribropyrgo robusta. Su rango cronoestratigráfico abarca el Holoceno.

## Clasificación
Cribropyrgo incluye a las siguientes especies:
- Cribropyrgo aspergillum
- Cribropyrgo robusta